# اچ‌ام‌اس ونسیتارت (دی۶۴)
اچ‌ام‌اس ونسیتارت (دی۶۴) (به انگلیسی: HMS Vansittart (D64)) یک کشتی بود. این کشتی در سال ۱۹۱۹ ساخته شد.